# محمدزاهد ضیایی
محمد زاهد ضیایی پاوه‌ای (زاده سه شنبه ۹ مهرماه ۱۲۸۵ – درگذشته یکشنبه ۴ اردیبهشت ۱۳۷۳) عالم و عارف مشهور کرد اهل ایران بوده است.

## زندگی
محمد زاهد پسر ملا صلاح الدین پاوه ای بن حاج لطف‌الله بن حاج عوض پاوه بن حاج عیسی بن حاج عبدالله بن حاج احمد بن حسن بن صفر از اهالی پاوه و خاندان مشهور به حاجی در پاوه است.
جدش حاج عوض پاوه از خلفای شیخ عثمان سراج‌الدین تویلی است و کرامات و خوارقی مشهور دارد.
پدرش ملا صلاح الدین پاوه ای از مریدان شیخ عمر ضیاءالدین نقشبندی بود.
خود محمد زاهد از مریدان و معتقدان شیخ محمد علاءالدین پسر شیخ عمر ضیاءالدین بوده و بعد از مرگ شیخ محمد علاءالدین به جمع معتقدان جانشین او شیخ محمدعثمان سراج‌الدین دوم پیوسته است. هنگام مرگ پدرش، او در پاوه مشغول خواندن درس بود.
بعدها مبادی علوم را طی کرد و در مدارس نقاط مختلف در پی علم بود و به قریه بیاره آمده مدتی در مدرسه آنجا مقیم بود و درس خواند.
سپس به اطراف سلیمانیه عراق نیز رفت و نزد ملا محمد مشهور به رئیس در قریه گه لا له از توابع چوارتا مدت زمانی اقامت و استفاده کرد.
در اواخر تحصیلش به بیاره بازگشت؛ و قسمتی از کتاب تقریب المرام شرح تهذیب الکلام را در آنجا خواند، و اجازه علم را از ملا عبدالکریم مدرس گرفت.

## فعالیت
فعالیت‌های سیاسی و مبارزه با برخی از حاکمان ظالم منطقه و ارتباط با فعالان سیاسی سایر مناطق کردنشین و مهاباد از جمله فعالیت‌های اوست.
ضیائی بیش از نیم قرن امامت جمعه و جماعت پاوه را عهده‌دار بوده و به عنوان مفتی اعظم اورامانات مرجع حل مشکلات اجتماعی سیاسی منطقه بوده است.
مسئولیت اوقاف و امور خیریه پاوه را ده‌ها سال عهده‌دار بوده است و خود نیز اولین خیر مدرسه ساز اورامانات می‌باشد و بخش زیادی از اموال و املاک خود را وقف مساجد و مدارس و امورخیریه نموده است.
تعلیم و تربیت بیش از صدها طلبه علوم دینی نیز حاصل تلاشهای او می‌باشد.

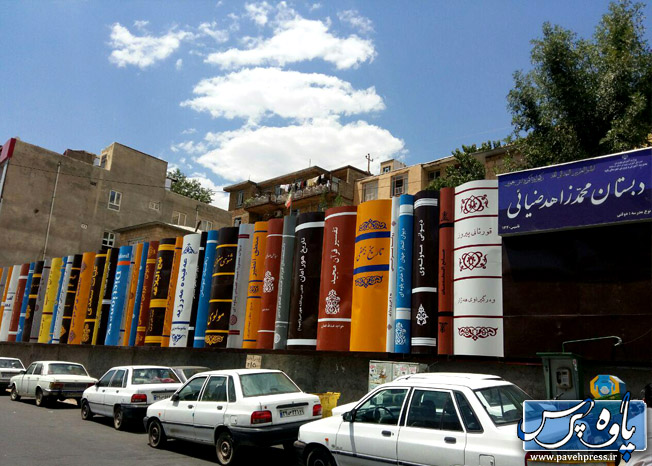
دبستان علامه ضیائی پاوه تأسیس ۱۳۴۰

همچنین او به عنوان بنیان‌گذار و اولین رئیس فرهنگ منطقه پاوه و اورامانات شناخته می‌شود.

تحصن مردم پاوه در اعتراض به ترور حاجی ماموستای پاوه در تلگرافخانه کرمانشاه سال ۱۳۳۱ شمسی

## خانواده
حاصل ازدواج محمد زاهد با دختر شیخ نصرالدین خالصی، پسری به نام محمد طاهر ضیائی بود که در ۱۴ مهر ۱۳۸۴ در شهر کرمانشاه درگذشت. محمد زاهد پس از درگذشت همسرش در جوانی، با معصومه خالصی (مرگ ۲۰ فروردین ۱۳۸۷) دختر دیگر شیخ نصرالدین خالصی پاوه ازدواج نمود.
حاصل این ازدواج ۴ پسر به نامهای دکتر محمدناصر ضیائی (مرگ ۱۹ دی ماه ۱۳۸۷ در تهران)، مهندس محمد باقر ضیایی، محمد فاروق ضیایی، دکتر محمد عادل ضیایی و ۵ دختر به نامهای فاطمه، نهیه، عایشه، نرگس، سعادت می‌باشد.

## مرگ
محمد زاهد در روز ۴ اردیبهشت سال ۱۳۷۳ در سن ۸۷ سالگی درگذشت و در پاوه (مرقد حاجی عوض عارف پاوه‌ای - جد او) به خاک سپرده شد.
مرثیه‌های فراوانی در رثای ایشان سروده شد که در قالب کتابچه ای چاپ و نشر گردید.

## شاگردان
از برخی شاگردان او می‌شود به
- - ماموستا ناصر سبحانی از رهبران اخوان المسلمین ایران که در اسفند ۱۳۶۸ اعدام شد.
- شیخ محمدسعید نقشبندی عارف و فقیه و مدرس ساکن فعلی روانسر
- پروفسور مصطفی زلمی مؤلف و مدرس ساکن هولیر عراق
- شیخ طه خالصی پاوه شیخ تکیه خالصی پاوه
- حسام‌الدین مجتهدی امام جمعه سنندج
- ماموستا محمد امین کلاش حاجی ماموستای کلاش
- دکتر محمدناصر ضیائی امام جمعه سابق شهر پاوه
- دکتر محمد عادل ضیایی - استاد دانشگاه تهران و مذاهب اسلامی
- برهان عالی امام جمعه مسجد بهاران سنندج که رمضان ۱۳۸۸ ترور گردید.
- حاج ماموستا احمد فخری امام جمعه جوانرود
- ماموستا شیخ محمد قادری مرشد تکیه قادری نجار
- ماموستا لقمان امینی - مدرس و امام جمعه و جماعات سنندج
- احمد بهرامی مدرس در جوانرود
- برهان باباخانی مدرس در جوانرود
- دکتر ابراهیم آقا مجیدی - مدرس در کرمانشاه
- دکتر احمد نعمتی - استاد داشگاه
- عین الدین ضیائی - قاضی بازنشسته دادگستری و وکیل رسمی دادگستری در کرمانشاه
- شیخ عطاءالله نقشبندی - مدرس در روانسر
- ماموستا عبدالرحمن یعقوبی مدیر انتشارات احسان و سردفتر ازدواج در تهران
- دکتر محمود ویسی مدرس دانشگاه
- ملا یعقوب حسینی امام جمعه قدیم دهستان شمشیر
- اکرم (فرخ) سابقی - امام جماعات و مدرس در پاوه
- سید عبدالطیف حسینی امام جمعه سابق روستای گل سفید
- ماموستا سید جبار فرجی جوانرود - سردفتر و مدرس در جوانرود
- قاضی محمد انصاری پاوه - سردفتر در شهر پاوه
- ملا رئوف ادمن وکیل دادگستری در سنندج
- ملا عبدالله ادمن - مدرس در مریوان
- ملا عبدالرحمن نظری
- ماموستا جلالی نودشه

- - سید طاهر حسینی لونی
- -خلیفه محمد رحیمی نروی
- - محمد رشید مظفری
- - علی سعادتی هه و شاری
- - محمد امین قادری نجار
- - جلالی نودشه
- - عین الدین انصاری
- - صدیق
- - حاج خلیفه احمد حسامی
- - سید طاهر حسینی
- - صالح سعیدی اویهنگ
- - سید جعفر لونی
- - صدیق مظفری
- - محمد شریفی هجیجی
- - حاج شیخ نجیب اشرافی
- - احمد منصور آقائی
- - عزیز ویسی پیله‌ای
- - سید طه هاشمی
- - مولود مارابی
- - سید صابر حسینی
- - نور الدین زائبی
- - سید جمیل نوریابی
- - حسین قوری قلعه
- - ستار عبدی دزاوری
- - عزت احمدی
- - سید قادر عزیزی خانقاه
- - حسین حسینی تازه آباد
- - احمد محمدی هه زارخانه
- - مرحوم مسلم جلالی زاده - برادر دکتر جلال جلالی زاده نمایندهٔ مجلس ششم سنندج
- - محمود مراد آبادی
- - عبدالرحمن نوریابی
- - فایق کلجینی
- - ملا صدیق نصری
- - رسول
- - عبدالحکیم خسروی
- - سعدالله ظهیری
- - عبدالرحمن ظهیری
- - معروف گلالی
- - عمر شاپری
- - سیف الدین محمدی
- - عبدالخالق بیابانی
- - ستار عبدی
- - بهاءالدین ادوائی
- - هاشم ناصری ناو
- - محمد جمال زاده
- - بهاءالدین قادری
- - جمال نودشه‌ای
- - محمد حق پناه
- - محسن نعمتی
- - هادی زارعی
- - عباس زمانی
- - حبیب‌الله صفی‌آباد
- - حبیب شیری
- - جمیل امانی
- - محمد رشید محمدی
- - روف (صابر) کولیژی
- - سید عزیز سجادی
- - مؤمن نوری
- - فتح‌الله پرتوی
- - مظفری
- - حسن عالی
- - نذیر
- - حسن باباجانی
- - حسین محمدی
- - خالد ویسی
- - مصطفی
- - حمید
- - محمود عنب عراق
- - مبارکشاهی نودشی
- - ماموستا عبدالقادر کوردی نالوس